# Namasia catoptrica
Namasia catoptrica är en fjärilsart som beskrevs av Diakonoff 1983. Namasia catoptrica ingår i släktet Namasia och familjen vecklare. Inga underarter finns listade i Catalogue of Life.